# Очу
Очу (рум. Ociu) — село у повіті Хунедоара в Румунії. Входить до складу комуни Ваца-де-Жос.
Село розташоване на відстані 338 км на північний захід від Бухареста, 45 км на північний захід від Деви, 100 км на південний захід від Клуж-Напоки, 115 км на північний схід від Тімішоари.

## Населення
За даними перепису населення 2002 року у селі проживали 299 осіб, усі — румуни. Усі жителі села рідною мовою назвали румунську.